# Dimeragrion
Dimeragrion is een geslacht van libellen (Odonata) uit de familie van de Megapodagrionidae (Vlakvleugeljuffers).

## Soorten
Dimeragrion omvat 5 soorten:
- Dimeragrion clavijoi De Marmels, 1999
- Dimeragrion mesembrium De Marmels, 1989
- Dimeragrion percubitale Calvert, 1913
- Dimeragrion secundum Needham, 1933
- Dimeragrion unturanense De Marmels, 1992